# 46e cérémonie des Golden Globes
La 46e cérémonie des Golden Globes a eu lieu le 28 janvier 1989, récompensant les films et séries diffusés en 1988 et les professionnels s'étant distingués cette année-là.

## Palmarès
Les lauréats sont indiqués ci-dessous en premier de chaque catégorie et en caractères gras.

### Cinéma

#### Meilleur film dramatique
- Rain Man
  - Voyageur malgré lui (The Accidental Tourist)
  - Un cri dans la nuit (A Cry in the Dark)
  - Gorilles dans la brume (Gorillas in the Mist: The Story of Dian Fossey)
  - Mississippi Burning
  - À bout de course (Running on Empty)
  - L'Insoutenable Légèreté de l'être (The Unbearable Lightness of Being)

#### Meilleur film musical ou comédie
- Working Girl
  - Big
  - Midnight Run
  - Un poisson nommé Wanda (A Fish Called Wanda)
  - Qui veut la peau de Roger Rabbit ? (Who Framed Roger Rabbit)

#### Meilleur réalisateur
- Clint Eastwood pour Bird
  - Barry Levinson pour Rain Man
  - Sidney Lumet pour À bout de course (Running on Empty)
  - Alan Parker pour Mississippi Burning
  - Mike Nichols pour Working Girl
  - Fred Schepisi pour Un cri dans la nuit (A Cry in the Dark)

#### Meilleur acteur dans un film dramatique
- Dustin Hoffman pour le rôle de Raymond Babbitt dans Rain Man
  - Gene Hackman pour le rôle de Rupert Anderson dans Mississippi Burning
  - Tom Hulce pour le rôle de Dominick "Nicky" Luciano dans Nicky et Gino (Dominick and Eugene)
  - Edward James Olmos pour le rôle de Jaime Escalante dans Envers et contre tous (Stand and Deliver)
  - Forest Whitaker pour le rôle de Charlie "Bird" Parker dans Bird

#### Meilleure actrice dans un film dramatique
(ex æquo)
- Jodie Foster pour le rôle de Sarah Tobias dans Les Accusés (The Accused )
- Shirley MacLaine pour le rôle de Madame Yuvline Sousatzka dans Madame Sousatzka
- Sigourney Weaver pour le rôle de Dian Fossey dans Gorilles dans la brume (Gorillas in the Mist: The Story of Dian Fossey)
  - Christine Lahti pour le rôle d'Annie Pope dans À bout de course (Running on Empty)
  - Meryl Streep pour le rôle de Lindy Chamberlain dans Un cri dans la nuit (A Cry in the Dark)

#### Meilleur acteur dans un film musical ou une comédie
- Tom Hanks pour le rôle de Josh Baskin dans Big
  - Michael Caine pour le rôle de Lawrence Jamieson dans Le plus escroc des deux (Dirty Rotten Scoundrels)
  - John Cleese pour le rôle d'Archie Leach dans Un poisson nommé Wanda (A Fish Called Wanda)
  - Robert De Niro pour le rôle de Jack Walsh dans Midnight Run
  - Bob Hoskins pour le rôle d'Eddie Valiant dans Qui veut la peau de Roger Rabbit ? (Who Framed Roger Rabbit)

#### Meilleure actrice dans un film musical ou une comédie
- Melanie Griffith pour le rôle de Tess McGill dans Working Girl
  - Jamie Lee Curtis pour le rôle de Wanda Gershwitz dans Un poisson nommé Wanda (A Fish Called Wanda)
  - Amy Irving pour le rôle d'Isabelle Grossman dans Izzy et Sam (Crossing Delancey )
  - Michelle Pfeiffer pour le rôle d'Angela de Marco dans Veuve mais pas trop (Married to the Mob)
  - Susan Sarandon pour le rôle d'Annie Savoy dans Duo à trois (Bull Durham)

#### Meilleur acteur dans un second rôle
- Martin Landau pour le rôle d'Abe dans Tucker (Tucker: The Man and His Dream)
  - Alec Guinness pour le rôle de William Dorrit dans La Petite Dorrit (Little Dorrit)
  - Neil Patrick Harris pour le rôle de David Hart dans Le Secret de Clara (Clara's Heart)
  - Raul Julia pour le rôle de Roberto Strausmann dans Pleine lune sur Parador (Moon Over Parador)
  - Lou Diamond Phillips pour le rôle d'Angel Guzman dans Envers et contre tous (Stand and Deliver)
  - River Phoenix pour le rôle de Danny Pope dans À bout de course (Running on Empty)

#### Meilleure actrice dans un second rôle
- Sigourney Weaver pour le rôle de Katharine Parker dans Working Girl
  - Sonia Braga pour le rôle de Madonna Mendez dans Pleine lune sur Parador (Moon Over Parador)
  - Barbara Hershey pour le rôle de Marie Madeleine dans La Dernière Tentation du Christ (The Last Temptation of Christ)
  - Lena Olin pour le rôle de Sabina dans L'Insoutenable Légèreté de l'être (The Unbearable Lightness of Being)
  - Diane Venora pour le rôle de Chan Parker dans Bird

#### Meilleur scénario
- À bout de course (Running on Empty) – Naomi Foner
  - Un cri dans la nuit (A Cry in the Dark) – Robert Caswell et Fred Schepisi
  - Mississippi Burning – Chris Gerolmo
  - Rain Man – Ronald Bass et Barry Morrow
  - Working Girl – Kevin Wade

#### Meilleure chanson originale
(ex æquo)
- "Let the River Run" interprétée par Carly Simon – Working Girl
- "Two Hearts" interprétée par Phil Collins – Buster
  - "Kokomo" interprétée par The Beach Boys – Cocktail
  - "Twins" interprétée par Philip Bailey et Little Richard – Jumeaux (Twins)
  - "When a Woman Loves a Man" interprétée par Joe Cocker – Duo à trois (Bull Durham)
  - "Why Should I Worry" interprétée par Billy Joel – Oliver et Compagnie (Oliver & Company)

#### Meilleure musique de film
- Gorilles dans la brume (Gorillas in the Mist: The Story of Dian Fossey) – Maurice Jarre
  - Voyageur malgré lui (The Accidental Tourist) – John Williams
  - La Dernière Tentation du Christ (The Last Temptation of Christ) – Peter Gabriel
  - Madame Sousatzka – Gerald Gouriet
  - Milagro (The Milagro Beanfield War) – Dave Grusin

#### Meilleur film étranger
- Pelle le Conquérant (Pelle Erobreren) •  Danemark
  - Le Festin de Babette (Babettes Gæstebud) •  Danemark
  - Hanussen •  Allemagne de l'Ouest /  Autriche /  Hongrie
  - Salaam Bombay ! •  Inde
  - Femmes au bord de la crise de nerfs (Mujeres al borde de un ataque de nervios) •  Espagne

### Télévision
Note : le symbole « ♕ » rappelle le gagnant de l'année précédente (si nomination).

#### Meilleure série dramatique
- Génération Pub (Thirtysomething)
  - La Belle et la Bête (Beauty and the Beast)
  - Un flic dans la mafia (Wiseguy)
  - La Loi de Los Angeles (L.A. Law) ♕
  - Arabesque (Murder She Wrote)

#### Meilleure série musicale ou comique
- Les Années coup de cœur (The Wonder Years)
  - Roseanne
  - Murphy Brown
  - Les Craquantes (The Golden Girls) ♕
  - Cheers

#### Meilleure mini-série ou meilleur téléfilm
- Les Orages de la guerre (War and Remembrance)
  - Hemingway
  - Le Meurtre de Mary Phagan (The Murder of Mary Phagan)
  - Le Dixième Homme (The Tenth Man)
  - Jack l'Éventreur (Jack The Ripper)

#### Meilleur acteur dans une série dramatique
- Ron Perlman pour le rôle de Vincent dans La Belle et la Bête (Beauty and the Beast)
  - Corbin Bernsen pour le rôle d'Arnold Becker dans La Loi de Los Angeles (L.A. Law)
  - Harry Hamlin pour le rôle de Michael Kuzak dans La Loi de Los Angeles (L.A. Law)
  - Ken Wahl pour le rôle de Vinnie Terranova dans Un flic dans la mafia (Wiseguy)
  - Carroll O'Connor pour le rôle du Sheriff Bill Gillespie dans Dans la chaleur de la nuit (In the Heat of the Night)

#### Meilleure actrice dans une série dramatique
- Jill Eikenberry pour le rôle d'Ann Kelsey dans La Loi de Los Angeles (L.A. Law)
  - Angela Lansbury pour le rôle de Jessica Fletcher dans Arabesque (Murder She Wrote)
  - Susan Dey pour le rôle de Grace van Owen dans La Loi de Los Angeles (L.A. Law) ♕
  - Linda Hamilton pour le rôle de Catherine Chandler dans La Belle et la Bête (Beauty and the Beast)
  - Sharon Gless pour le rôle de Christine Cagney dans Cagney et Lacey (Cagney and Lacey)

#### Meilleur acteur dans une série musicale ou comique
(ex æquo)
- Michael J. Fox pour le rôle d'Alex Keaton dans Sacrée Famille (Family Ties)
- Judd Hirsch pour le rôle de John Lacey dans Cher John (Dear John)
- Richard Mulligan pour le rôle du Dr Harry Weston dans La Maison en folie (Empty Nest)
  - John Goodman pour le rôle de Dann Conner dans Roseanne
  - Ted Danson pour le rôle de Sam Malone dans Cheers
  - Tony Danza pour le rôle de Tony Micelli dans Madame est servie (Who's the Boss?)

#### Meilleure actrice dans une série musicale ou comique
- Candice Bergen pour le rôle de Murphy Brown dans Murphy Brown
  - Roseanne Barr pour le rôle de Roseanne Conner dans Roseanne
  - Tracey Ullman pour le rôle de  dans The Tracey Ullman Show ♕
  - Betty White pour le rôle de Rose Nylund dans Les Craquantes (The Golden Girls)
  - Beatrice Arthur pour le rôle de Dorothée (Dorothy) Zbornak dans Les Craquantes (The Golden Girls)

#### Meilleur acteur dans une mini-série ou un téléfilm
(ex æquo)
- Michael Caine pour le rôle de l'Inspecteur Frederick Abberline dans Jack l'Éventreur (Jack The Ripper)
- Stacy Keach pour le rôle d'Ernest Hemingway dans Hemingway
  - Richard Chamberlain pour le rôle de Jason Bourne dans La Mémoire dans la peau (The Bourne Identity)
  - Jack Lemmon pour le rôle du Gouverneur John Slaton dans Le meurtre de Mary Phagan (The Murder of Mary Phagan)
  - Anthony Hopkins pour le rôle de Jean-Louis Chavel dans Le Dixième Homme (The Tenth Man)

#### Meilleure actrice dans une mini-série ou un téléfilm
- Ann Jillian pour son propre rôle dans The Ann Jillian Story
  - Jane Seymour pour le rôle de Wallis Simpson dans The Woman He Loved
  - Vanessa Redgrave pour le rôle de Lady Alice More dans Un homme pour l'éternité (A Man for All Seasons)
  - JoBeth Williams pour le rôle de Marybeth Whitehead dans L'instinct d'une mère (Baby M)
  - Jane Seymour pour le rôle de Natalie Henry dans Les Orages de la guerre (War and Remembrance)

#### Meilleur acteur dans un second rôle dans une série, une mini-série ou un téléfilm
(ex æquo)
- John Gielgud pour le rôle d'Aaron Jastrow dans Les Orages de la guerre (War and Remembrance)
- Barry Bostwick pour le rôle de 'Lady' Aster dans Les Orages de la guerre (War and Remembrance)
  - Derek Jacobi pour le rôle de l'imposteur dans Le Dixième Homme (The Tenth Man)
  - Edward James Olmos pour le rôle du Lt. Martin « Marty » Castillo dans Deux flics à Miami (Miami Vice)
  - Kirk Cameron pour le rôle de Mike Seaver dans Quoi de neuf, docteur? (Growing Pains)
  - Armand Assante pour le rôle de Richard Mansfield dans Jack l'Éventreur (Jack The Ripper)
  - Larry Drake pour le rôle de Benny Stulwicz dans La Loi de Los Angeles (L.A. Law)

#### Meilleure actrice dans un second rôle dans une série, une mini-série ou un téléfilm
- Katherine Helmond pour le rôle de Mona Robinson dans Madame est servie (Who's the Boss?)
  - Jackée Harry pour le rôle de Sandra Clark dans 227
  - Susan Ruttan pour le rôle de Roxanne Melman dans La Loi de Los Angeles (L.A. Law)
  - Rhea Perlman pour le rôle de Carla Tortelli dans Cheers
  - Swoosie Kurtz pour le rôle de Doris Steadman dans Viva Oklahoma (Baja Oklahoma)

### Spéciales

#### Cecil B. DeMille Award
- Doris Day

#### Miss Golden Globe
- Kyle Aletter

## Récompenses et nominations multiples

### Nominations multiples

#### Cinéma
6  : Working Girl
 5  : À bout de course
 4  : Rain Man, Un poisson nommé Wanda, Mississippi Burning, Un cri dans la nuit
 3  : Bird, Gorilles dans la brume
 2  : Big, Qui veut la peau de Roger Rabbit, Midnight Run, L'Insoutenable Légèreté de l'être, Voyageur malgré lui, Madame Sousatzka, Pleine lune sur Parador, La Dernière Tentation du Christ, Envers et contre tous, Duo à trois

#### Télévision
7  : La Loi de Los Angeles
 3  : La Belle et la Bête, Jack l'Éventreur, Madame est servie, Hallmark Hall of Fame, Cheers, Les Craquantes, Roseanne
 2  : Le meurtre de Mary Phagan, Hemingway, Murphy Brown, Arabesque, Un flic dans la mafia

#### Personnalités
2  : Fred Schepisi, Sigourney Weaver, Jane Seymour, Edward James Olmos, Michael Caine

### Récompenses multiples
Légende : Nombre de récompenses/Nombre de nominations

#### Cinéma
4 / 6 : Working Girl

#### Télévision
3 / 4 : Les Orages de la guerre

#### Personnalité
2 / 2  : Sigourney Weaver

### Les grands perdants

#### Cinéma
0 / 4  : Mississippi Burning, Un cri dans la nuit

#### Télévision
1 / 7  : La Loi de Los Angeles